# أحمد عمر يوسف
أحمد عمر يوسف (1933-2022) دكتور وأكاديمي وسياسي سوري من ريف دمشق شغل عدة مناصب منها وزير، وهو من مواليد حرستا (1933م2002م).

## دراساته
- بكالوريوس في الهندسة الكهربائية في مصر عام 1956.
- دبلوم ثم ماجستير ثم دكتوراة من إنكلترا عام 1964-1968.
- قام بدورات تدريبية في ألمانيا وإيطاليا والهند و الولايات المتحدة على أجهزة الاتصالات.
- أشرف على العديد من المشاريع الحيوية في مجال الاتصالات والإذاعة و كهرباء الريف السوري.
- أنجز مركز الاستشعار عن بعد.
- أتم إنشاء أول محطة كهرباء تعمل بالطاقة الشمسية.
- ترأس العديد من المؤتمرات الدولية.
- عضو في أكثر من جمعية دولية.

وبالإضافة لكل ذلك لم ينقطع عن التدريس في جامعة دمشق.

## الوظائف التي شغلها
- وزير للكهرباء (1976_1986) في حكومة عبد الرؤوف الكسم الأولى.
- مؤسس ومدير عام المركز العربي للاستشعار عن بعد.
- مدير المركز العربي للتعريب والترجمة والتأليف والنشر التابع لجامعة الدول العربية.
- أمين سر نقابة المهندسين.
- أحد مؤسسي عربسات.
- عضو هيئة بجامعة دمشق.
- عضو اللجنة العليا للبيئة.
- رئيس لجنة حماية الغوطة.
- عضو مجلس أمناء كومبيوتر مان في السودان.
- مدير المركز العربي للدراسات الاستراتيجية.

## المؤلفات
- كتاب هندسة الاتصالات اللاسلكية.
- كتاب هندسة الرادار نشرتهما جامعة دمشق.

## الأوسمة
- وسام الإخلاص من المرتبة الأولى 1972.
- ثناء في مشاركته بحرب تشرين 1973.

## الوفاة
توفي يوم الأربعاء 18 سبتمبر 2002.